# Дёмин, Андрей Юрьевич
Андрей Юрьевич Дёмин (род. 1964) — российский хозяйственный деятель, глава местного самоуправления Петрозаводска (1998—2002).

## Биография
По окончании в 1985 году Орловского высшего командного училища связи, служил офицером в пограничных войсках КГБ СССР на территории Карельской АССР.
После демобилизации в 1990 году был избран на должность заместителя председателя Петрозаводского городского Совета народных депутатов.
Работал начальником городского Центра субсидий Петрозаводска.
В 1995 году был избран депутатом Палаты республики Законодательного собрания Республики Карелия I созыва. В эти годы возглавлял региональное отделение партии «Яблоко». Окончил Петрозаводский филиал Академии народного хозяйства при правительстве РФ. В 1998 году избирался депутатом Законодательного собрания Республики Карелия II созыва.
В 1998—2002 годах — глава местного самоуправления Петрозаводска.
Приговором Петрозаводского городского суда от 11 июня 2002 года был признан виновным по п.2 статьи 286 УК РФ и осуждён на три года лишения свободы условно за «…совершение главой органа местного самоуправления действий, выходящих за пределы его полномочий (превышение должностных полномочий)». Решением Петрозаводского городского суда от 10 ноября 2002 года с Дёмина взыскано 500 тысяч рублей, в обеспечение иска наложен арест на его личное имущество. Определением судебной коллегии по гражданским делам Верховного суда Республики Карелия от 29 ноября 2002 года решение Петрозаводского городского суда оставлено без изменения и вступило в законную силу.
В 2005—2010 годах — директор по развитию, руководитель департамента развития ОАО «Российские коммунальные системы», в дальнейшем работал в различных коммерческих предприятиях Москвы.